# Liste der Naturdenkmale in Merschbach
Die Liste der Naturdenkmale in Merschbach nennt die im Gemeindegebiet von Merschbach ausgewiesenen Naturdenkmale (Stand 11. März 2024).

## Ehemalige Naturdenkmale
| Nr. | Bezeichnung | Lage                                                       | Beschreibung                             | Bild                                    |
| --- | ----------- | ---------------------------------------------------------- | ---------------------------------------- | --------------------------------------- |
|     | Eiche       | nördlich des Ortes auf der Nordseite des Kimmelsbergs Lage | Quercus sp.; Rechtsverordnung aufgehoben | Direkt Bild zu diesem Denkmal hochladen |
|     | Linde       | Ortsstraße, bei Nr. 19 Lage                                | Tilia sp.; Rechtsverordnung aufgehoben   | Direkt Bild zu diesem Denkmal hochladen |